# Ĉ
Ĉ (minuscolo: ĉ) è la quarta lettera dell'alfabeto dell'esperanto. Foneticamente, corrisponde al suono [ʧ] come nell'italiano "cena" (secondo l'alfabeto Alfabeto fonetico internazionale).
Dato che molte tastiere sono sprovviste di tale carattere è possibile ottenere la stessa lettera attraverso la combinazione delle due lettere "cx" (ikso-sistemo) o delle due lettere "ch" (h-sistemo).